# Трояновский, Александр Валерьянович
Александр Валерьянович Трояновский (вторая половина XIX века — 1925) — российский писатель, переводчик, издатель и главный редактор журнала оккультных наук «Изида» (1909—1916, Санкт-Петербург), астролог

.
Сыграл наибольшую роль в распространении астрологических и оккультных знаний в предреволюционной России, его считают крупнейшим астрологом того времени.

## Биография
Личный дворянин. Точное время и место рождения Трояновского, равно как и род его занятий до начала издательско-публицистической деятельности, достоверно неизвестны.
В 1907-1908 годах был мартинистом и членом петербургского кружка «Орден Иллюминатов» (основан в 1908 году и просуществовал около года), названного в честь известных исторических иллюминатов.
Трояновский был одним из основателей журнала «Изида» в 1909 году, и в 1911 году становится его редактором-издателем. Его журнал был основным изданием в России, пропагандирующим и популяризирующим различные оккультные дисциплины.
«Книжный склад Трояновского» предлагал широкий выбор литературы по эзотерике (десятки наименований).
Написал два компилятивных справочных труда («Словарь практической дивинации» и «Астрологический словарь»), а также множество статей в журнале «Изида». Перевёл и издал более двух десятков сочинений ведущих оккультистов рубежа XIX—XX веков: Папюса, Ледбитера, Седира, и др.
Однако, по мнению современных астрологов, информация о психологии в книгах Трояновского не точна и субъективна. Он был первопроходцем, компилятором и издателем древних астрологических и оккультных знаний, гримуаров.
В 1916 году прекращается издание журнала «Изида».
Умер в 1925 году. Об этом упомянуто в материалах уголовного «Дела ленинградских масонов» 1926 года, в процессе которого члены Ордена мартинистов были арестованы и осуждены на различные сроки.